# Ashantee
Ashantee ist der Titel einer Sammlung von Prosaskizzen des österreichischen Schriftstellers Peter Altenberg, die 1897 erstmals publiziert wurde. Thematisiert werden Altenbergs persönliche Erfahrungen während einer Völkerschau in Wien.

## Hintergrund

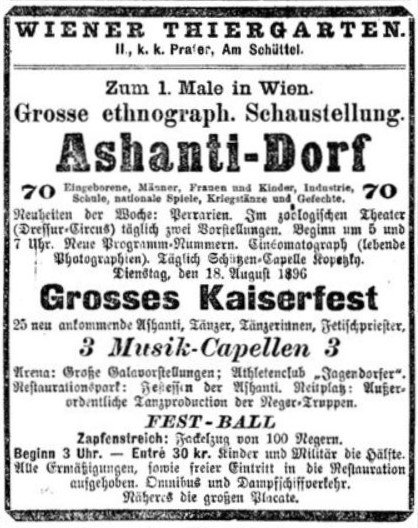
Werbeanzeige in Das Vaterland, 15. August 1896

Vom 10. Juli bis 29. Oktober 1896 fand im privaten Wiener „Tiergarten am Schüttel“ eine Völkerschau mit der „Bevölkerung eines Ashanti-Dorfes, etwa 70 schwarze Männer, Frauen und Kinder“ statt. Die Afrikaner aus dem Volk der Aschanti (auch Ashanti) lebten in eigens errichteten Hütten und präsentierten ihr tägliches Leben in einem nachgebildeten Dorf. Zur Unterhaltung des Wiener Publikums führten sie Tänze und Kampfspiele vor. Die Ausstellung stieß auf großes öffentliches Interesse, was als „Aschanti-Fieber“ bezeichnet wurde. Zeitgenössische Berichte erwähnten Liebesbeziehungen zwischen Aschanti-Männern und Wienerinnen sowie daraus entstandene Kinder.
Der Schriftsteller Peter Altenberg besuchte die Völkerschau regelmäßig und pflegte engen Kontakt zu den Aschanti. 1897 veröffentlichte er seine Erfahrungen in den Prosaskizzen Ashantee. Zentrales Motiv ist dabei seine Kritik an der Völkerschau und den damit verbundenen zeitgenössischen kolonialen Vorstellungen.

## Inhalt
Ashantee besteht aus 32 für Altenberg typischen kurzen impressionistischen Prosatexten, in denen der Ich-Erzähler, später als „Peter A.“, „Herr Peter“ oder „Sir Peter“ bezeichnet, seine Erlebnisse während dieser Völkerschau schildert. Als dauerhafter Besucher der Ausstellung begleitet er die Aschanti bis zu ihrer Abreise.
Im Verlauf der Erzählungen entwickelt sich zwischen dem Erzähler und den Aschanti eine zunehmend vertraute Beziehung. Diese Beziehung reicht von Besuchen in den Hütten der Aschanti über Gespräche und Interaktionen bis hin zu einer erotisch gefärbten Verbindung mit einem jungen Aschanti-Mädchen. Altenberg stellt diese Begegnungen detailliert dar und bietet damit einen ungewöhnlichen Einblick in die Dynamik zwischen Besuchern und Ausgestellten bei einer Völkerschau.
Durch diese persönliche Perspektive und die Darstellung eines sich entwickelnden Verhältnisses zu den Aschanti hebt sich Altenbergs Werk von der damals üblichen Berichterstattung über Völkerschauen ab. Es bietet eine komplexere und intimere Sicht auf die Begegnungen zwischen Europäern und den zur Schau gestellten Afrikanern im Kontext des späten 19. Jahrhunderts.

### Kritik an der Völkerschau

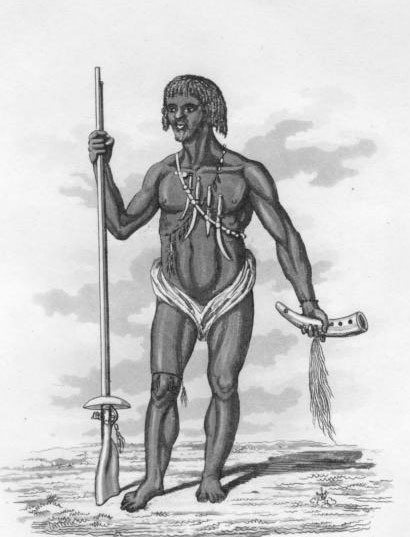
Französische Illustration eines Aschanti-Kriegers aus dem Jahr 1824

Altenbergs Kritik an der Darstellung der Aschanti im Wiener Tiergarten richtet sich vor allem gegen die kommerziellen Aspekte der Völkerschau. In seinen Werken stellt er die Inszenierungen als Anbiederung an den Geschmack eines breiten Publikums dar, wobei die Aschanti als Objekte fungieren und ihrer persönlichen Individualität beraubt werden. Die Problematik der kommerziellen Vermarktung verdeutlicht Altenberg in der Skizze Le Cœur. Hier kontrastiert Altenberg die Kälte des Wiener Herbstes mit der spärlichen Bekleidung der Aschanti, die trotz ungünstiger Wetterbedingungen ihre Nacktheit zur Schau stellen müssen, um den Voyeurismus des Publikums zu befriedigen:
Ein kalter September-Abend. Gestrickte englische Handschuhe müsste man haben. Wie gut wäre ein Überzieher mit Iltisfellen austapezirt.  […] Diese wunderbaren braunen Mädchen tragen nur einen  Pagne […].
In der Szene Akolé übt Altenberg zudem Kritik am Verhalten der Besucher:
‚Das soll die Schönste sein‘ sagen die Besucher, ‚eine beauté ihrer Heimath. Wo liegt dieses Aschanti?! Nun, für eine Negerin – – –. Stolz ist sie, wirklich unsympathisch. Was glaubt sie eigentlich, dieses Mohrl?! Eine Ehre sollen wir uns machen, ihren Schmarren zu kaufen?! Nicht einmal ansehen möchte sie uns, während sie unser Geld nimmt für Le Ta Kotsa, Zahnkraut. Gewiss ein Schwindel. Hast du Heimweh?! Unsere Verkäuferinnen würden ein schlechtes Geschäft machen. Musst freundlich sein, Schatzerl, thut dir ja Niemand was. Frieren thut sie, der arme Hascher. No, no, no, no, nur nicht gleich aufbegehren! Was bist du zu Hause?! Eine Gnädige?! Du wirst es noch billiger geben. Ein arroganter Fratz. Adieu. Es ist nichts aus ihr herauszubekommen. Goodbye, Mohrl, thu’ dir nichts an. Es wird schon besser werden. Servus.‘ ‚Bénjo, bénjo – – – – –!‘ (Geh’ zum Teufel, packe dich.) 
Dieser Text charakterisiert das Publikum als grob, aufdringlich und arrogant. Altenberg zeigt, wie die Besucher nicht in der Lage sind, einen respektvollen Kulturkontakt herzustellen, und spiegelt damit das koloniale Denken des 19. und frühen 20. Jahrhunderts wider. Der Ich-Erzähler in Altenbergs Texten fungiert als Vermittler und Interpret zwischen den Kulturen.

### Erotisierung der Aschanti
Trotz seiner kritischen Haltung gegenüber der Völkerschau reproduziert Altenberg in seinen Texten teilweise selbst koloniale Vorstellungen. Dies zeigt sich besonders in der Erotisierung der Aschanti, deren Individualität oft auf exotische Aspekte reduziert wird. Die Darstellung der Aschanti tendiert dazu, sie eher als Stereotype denn als vollwertige Charaktere zu präsentieren. In Altenbergs Werk tritt die erotische Attraktivität der Aschanti in den Vordergrund, wobei Klischees des „wilden, schönen Körpers“ bedient werden. Die Zuschreibung einer freien Sexualität, die sowohl von Altenberg als auch von der Wiener Presse propagiert wird, ist ein wiederkehrendes Motiv. In der Skizze Ein Brief aus Accra wird dies deutlich:
Ich trete in die Hütte. Auf dem Boden liegen Monambô, Akolé, die Wunderbare und Akóschia. Kein Polster, keine Decke. Die idealen Oberkörper sind nackt. Es duftet nach edlen reinen jungen Leibern. Ich berühre leise die wunderbare Akolé. 
Gleichzeitig nutzt Altenberg diese Darstellungen, um bürgerliche Konventionen zu Liebe, Sexualität und Geschlechterrollen zu hinterfragen. In der Szene Complications wird dies durch den Wunsch einer wohlhabenden Frau, eine Aschanti für ihren Sohn zu kaufen, illustriert: „Keine Sprache spricht sie. Man hat sie in seiner Gewalt. Uns gehört sie.“
Die Prosaskizzen können auch als Protokoll bzw. Anleitung zur sexuellen Verführung gelesen werden. Altenberg beschreibt detailliert die Bedingungen, unter denen die Aschanti-Mädchen zu sexuellen Beziehungen bereit seien. In L'homme médiocre wird dargestellt, dass die Mädchen nur unter der Voraussetzung der Liebe des Mannes, die hier primär als sexuelle Begierde interpretiert wird, zu intimen Beziehungen bereit sind. Im Gegensatz dazu werden die Absichten der Aschanti als liebevoll und unschuldig charakterisiert.